# Wer zu spät kommt – Das Politbüro erlebt die deutsche Revolution
Wer zu spät kommt – Das Politbüro erlebt die deutsche Revolution lautet der Titel eines deutschen Fernsehspiels aus dem Jahr 1990. Als Moderator und Erzähler fungierte Hanns Joachim Friedrichs, als Zeitzeuge trat Günter Schabowski auf. In Szenen werden aus Protokollen und Berichten die Vorgänge und Sitzungen des Politbüros der SED, des obersten Entscheidungsgremiums der DDR, während der Wendezeit nachgespielt, wobei diese durch Foto- und Filmaufnahmen aus dieser Zeit, durch die Erzählung von Friedrichs und Zeitzeugenberichte von Schabowski unterbrochen werden.
1991 erhielten Martin Wiebel, Cordt Schnibben, Claudia Rohe, Jürgen Flimm, Hans-Christian Blech und Dirk Dautzenberg für den Film den Adolf-Grimme-Preis mit Silber.

## Inhalt
Der Film beschreibt, basierend auf authentischen Dokumenten und Aussagen von Zeitzeugen, wie das Politbüro die Zeit vom Mai bis zur Maueröffnung im November 1989, allgemein als die Wende bezeichnetes Ereignis der deutschen Geschichte, erlebte. 
Dabei werden alle wichtigen Geschehnisse berührt: Von der Grenzöffnung Ungarns zum Westen hin, den gefälschten Kommunalwahlen am 7. Mai 1989, den ersten Demonstrationen und der einsetzenden Fluchtwelle der DDR-Bürger über Ungarn und die Tschechoslowakei sowie die Unterbrechung des Reiseverkehrs und die Ausweisung von Botschaftsflüchtlingen durch Honecker. Durch Spielszenen wird die Unfähigkeit der Parteiführung dargestellt, trotz Worten der Mahnung von verschiedenen Seiten auf die Probleme des Landes zu reagieren. Dabei spart das Bühnenbild nicht an Spott: so werden die Reihen der wenigen im Vordergrund spielenden Politbüromitglieder mit Pappkameraden aufgefüllt, die als solche die stummen Mitglieder des insgesamt 25 bis 35 Personen umfassenden Politbüros darstellen. In der Spielszene zur Absetzung Honeckers sitzen sich Friedrich Engels und Karl Marx am Tisch des Politbüros als Pappkameraden gegenüber. Meldungen der Aktuellen Kamera und auch des Neuen Deutschlands legt der DDR-Medienchef Herrmann im Vorbeigehen der in einem Nebenraum wartenden Angelika Unterlauf als Vertreterin der unfreien Presse der DDR zur Verlesung auf den Tisch. Die Wände des Politbüros wurden mit Aktenschränken als Symbol der Planbürokratie ausgekleidet.
Die mahnenden Worte des sowjetischen Parteichefs Gorbatschow, aber auch von eigener Seite, wie von Willi Stoph oder Hans Modrow, finden in Ost-Berlin kein Gehör. Unbeirrt hielt die Parteiführung an ihren Vorbereitungen zu den Feierlichkeiten zum 40. Jahrestags der DDR fest und erkannte keine Reformbedürftigkeit; hielt Proteste und auch interne Anmerkungen zur Lage gar für Einlassungen „des Gegners“. 33 Tage nach der Jubiläumsfeier fiel die Berliner Mauer durch eine Reform des Reisegenehmigungsverfahrens, die von Schabowski verfrüht bekannt gegeben wurde. Dargestellt wird im Fernsehspiel auch das Funktionsversagen des Politbüros als selbsterklärtes Kollektivorgan durch die auf Honecker konzentrierte Hierarchie der Parteinomenklatur, da Honecker nach Darstellung des Films die Lage im Land bis zuletzt nicht wahrnehmen wollte und darin von einigen Mitgliedern mit Verschwörungstheorien bestärkt wurde. Von eigenen, zögerlichen Versuchen, in Kontakt mit dem Volk zu treten, wurde Honecker dem Film zufolge abgehalten. Nach dem Rücktritt Honeckers setzte Egon Krenz den bisherigen Kurs im Umgang mit der Opposition nach Darstellung des Films fort.
Schließlich folgt auf diese Ereignisse der unaufhaltsame Zusammenbruch der SED, welcher am Ende selbst die Parteibasis die Treue aufkündigt, und schlussendlich des gesamten Sozialismus der DDR.

„Dieser Stil führte dann dazu, dass es keine lebhaften Debatten gab. Also, die Dinge sind ja mehr oder weniger in Ordnung. (...) So war der normale Ablauf. Tagesordnungen mit 15, 20 Punkten wurden gewöhnlich zwischen zehn und halb eins abgewickelt. Zügig.“

## Rezeption
Christof Boy schreibt in der taz, Drehbuchautor Cordt Schnibben wolle ein Kapitel Geschichte zuschlagen, bevor es richtig aufgeblättert wurde. Sein Anspruch der Ausschließlichkeit sei hierbei nicht nur anmaßend, es sei auch ermüdend, sich nach ein paar Wochen Aktenschnüffelei darüber belehren zu lassen, dass die Geschichte nun fixiert sei. Weiter schreibt Boy: „Für sich genommen wäre die aufwendige Gedenkstunde der ARD eine vielleicht etwas zu ernst genommene Leichenfledderei der SED, die dennoch dem Anspruch gerecht wird, dem 9. November bisher unbekannte Einsichten abzugewinnen.“